# Вер (округ, Джорджія)
Шаблон:StateAbbr_ 31°03′ пн. ш. 82°25′ зх. д. / 31.05° пн. ш. 82.42° зх. д.
Округ  Вер (англ. Ware County) — округ (графство) у штаті  Джорджія, США. Ідентифікатор округу 13299.

## Історія
Округ утворений 1824 року.

## Демографія
За даними перепису 
2000 року 
загальне населення округу становило 35483 осіб, зокрема міського населення було 25406, а сільського — 10077.
Серед мешканців округу чоловіків було 17530, а жінок — 17953. В окрузі було 13475 домогосподарств, 9299 родин, які мешкали в 15831 будинках.
Середній розмір родини становив 3,01.
Віковий розподіл населення поданий у таблиці:
| Стать    | До 15 років | 15-21 | 22-29 | 30-39 | 40-49 | 50-65 | 65-85 | Понад 85 |
| -------- | ----------- | ----- | ----- | ----- | ----- | ----- | ----- | -------- |
| Чоловіки | 3771        | 1781  | 2031  | 2645  | 2555  | 2673  | 1928  | 146      |
| Жінки    | 3512        | 1628  | 1712  | 2311  | 2483  | 2911  | 2841  | 555      |

## Суміжні округи
- Бейкон - північ
- Пієрс - схід
- Брентлі - схід
- Чарльтон - південний схід
- Бейкер, Флорида - південь
- Клінч - захід
- Аткінсон - захід
- Коффі - північний захід

## Виноски
1. ↑  U.S. Decennial Census. United States Census Bureau. Архів оригіналу за 19 липня 2018. Процитовано 27 червня 2014.
2. ↑  Historical Census Browser. University of Virginia Library. Архів оригіналу за 16 серпня 2012. Процитовано 27 червня 2014.
3. ↑  Population of Counties by Decennial Census: 1900 to 1990. United States Census Bureau. Архів оригіналу за 2 лютого 2019. Процитовано 27 червня 2014.
4. ↑  Census 2000 PHC-T-4. Ranking Tables for Counties: 1990 and 2000 (PDF). United States Census Bureau. Архів оригіналу (PDF) за 18 грудня 2014. Процитовано 27 червня 2014.
5. ↑  State & County QuickFacts. United States Census Bureau. Архів оригіналу за 5 лютого 2016. Процитовано 27 червня 2014.(англ.) Наведено за англійською вікіпедією.
6. ↑  American FactFinder. Бюро перепису населення США. Архів оригіналу за 26 лютого 2012. Процитовано 31 січня 2008.

| США | Це незавершена стаття з географії США. Ви можете допомогти проєкту, виправивши або дописавши її. |